# Шаг Вдох
«Шаг Вдох» — шестой студийный альбом питерской группы «Animal ДжаZ» и четвёртый «электрический».
Альбом группа записывала в течение 2006 года на разных студиях, основное — на студии ДДТ.
За время, прошедшее с выхода предыдущего диска, сменился барабанщик и клавишник.
На песню «Три полоски» был снят клип (реж. Евгений Казаков). Кроме того, на ежегодной премии RAMP, учреждённой музыкальным телеканалом A-ONE, «Animal ДжаZ» победили в номинации «Лучший хит года» за песню «Три полоски».
Песня «Шаг Вдох» входит в саундтрек фильма «Граффити» (реж. Игорь Апасян).

## Список композиций
Все тексты написаны Михалычем, кроме 04 — Михалыч, Т. Месхи; 12 — Михалыч, Булыгин.
| №   | Название                       | Музыка                    | Длительность |
| --- | ------------------------------ | ------------------------- | ------------ |
| 1.  | «Время выбирать»               | Animal ДжаZ               | 2:43         |
| 2.  | «Двое»                         | Джонсон, Михалыч          | 4:15         |
| 3.  | «Можешь лететь»                | Джонсон, Михалыч          | 4:31         |
| 4.  | «Шаг Вдох»                     | Джонсон, Михалыч          | 4:12         |
| 5.  | «Двойной ценой»                | Джонсон, Михалыч          | 3:04         |
| 6.  | «Три полоски»                  | Джонсон, Михалыч          | 4:23         |
| 7.  | «Как дым»                      | Джонсон, Михалыч          | 4:35         |
| 8.  | «Думать дважды»                | Михалыч                   | 6:59         |
| 9.  | «Граффити в зимнем парке»      | Казаченко                 | 2:08         |
| 10. | «Давид» (памяти Давида Бабина) | Джонсон                   | 4:38         |
| 11. | «Жесть»                        | Джонсон, Михалыч          | 4:05         |
| 12. | «Каблуки (Второй бесплатно)»   | Джонсон, Кравцов, Михалыч | 3:51         |
| 13. | «Ответ нет»                    | Джонсон, Михалыч          | 5:29         |
| 14. | «Тысячи дней»                  | Animal ДжаZ               | 5:13         |